# DVC Den Dungen
DVC Den Dungen was een Nederlandse vrouwenvoetbalclub uit Den Dungen. De club werd in 1970 opgericht en was daarmee de oudste zelfstandige damesvoetbalvereniging. De club die van seizoen 1990/91 tot en met seizoen 1994/95 het vrouwenvoetbal domineerde, vergaarde roem met vijf landstitels en twee KNVB bekers. Na haar laatste titel in 1994/95 besloot de club zich terug te trekken uit de competitie, maar heeft later een doorstart gemaakt. In 2012 ging de club op in RKVV Den Dungen dat een jaar later met korfbalclub Flash fuseerde tot SC Den Dungen.

## Erelijst
- Nederlands landskampioenschap (5x)

1991, 1992, 1993, 1994, 1995
- Bekerkampioenschap (2x)

1994, 1995